# سیارک ۳۵۲۶۹
سیارک ۳۵۲۶۹ (به انگلیسی: 35269 Idefix، نامگذاری:1996QC1)۳۵۲۶۹مین سیارک کشف شده‌است که در ۲۱ اوت ۱۹۹۶ کشف شد.